# Уолш, Эвелин
Эвелин Уолш (англ. Evelyn Walsh; род. 8 июля 2001, Сифорт, Онтарио) — канадская фигуристка, выступавшая в парном катании в паре с Треннтом Мишо. Они — бронзовые призёры чемпионата четырёх континентов (2022), трёхкратные серебряные призёры чемпионата Канады (2019, 2020, 2022).

## Биография
Эвелин Уолш родилась 8 июля 2001 года в Стратфорде. Она выросла в Сифорте и до переезда в Лондон посещала католическую начальную школу Сент-Джеймс. Она - дочь Джейн (Делани), учителя средней школы, и Брэда Уолш, учителя начальной школы.

## Карьера
Эвелин начала учиться кататься на коньках в 2003 году. С 2010 года её тренером является Элисон Перкисс. Она заняла десятое место среди новисов на чемпионате Канады 2016 года.

### Начало выступлений с Треннтом Мишо
В 2016 году Эвелин встала в пару с Треннтом Мишо. Дебютировав на международной арене, они заняли одиннадцатое место на соревновании юниорской серии Гран-при, проходившем в конце сентября в Таллине, и пятое место в следующем месяце на этапе в Дрездене. В январе 2017 года они стали чемпионами Канады среди юниоров и были отправлены на юниорский чемпионат мира, который в марте пройдёт в Тайбэе. На турнире они заняли шестое место в короткой программе, пятое место в произвольной программе. Эти результаты позволили им войти в топ-5 лучших пар мира.

### 2017/2018
В следующем сезоне Уолш и Мишо получили два этапа юниорской серии Гран-при. Сначала они завоевали бронзу в Риге, что стало для пары первой медалью на турнире подобного уровня. Затем они стали четвёртыми на этапе в Загребе. В январе 2018 года пара впервые приняла участие во взрослом чемпионате Канады. По итогам соревнований Эвелин и Треннт стали пятыми. На  юниорском чемпионате мира пара заняла шестое.

### 2018/2019: переход на взрослый уровень

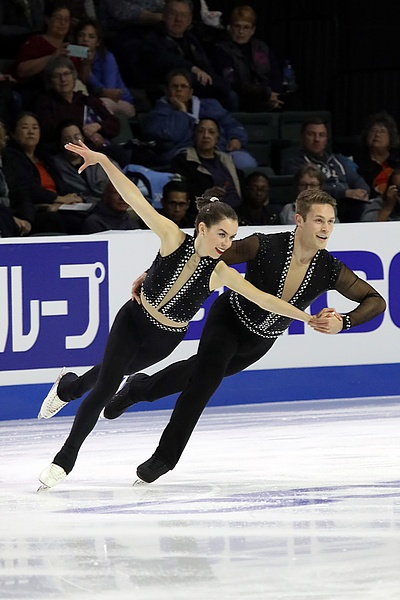
Эвелин и Треннт на первом взрослом этапе Гран-при Skate America (2018)

В новом сезоне пара стала соревноваться на взрослом уровне. На своём первом турнире серии «Челленджер» Nebelhorn Trophy они стали седьмыми. Эвелин и Треннт получили два взрослых этапа Гран-при. На своём первом этапе в Америке пара замкнула турнирную таблицу, допустив много ошибок. Через неделю на домашнем турнире они выступили значительно лучше. Обновив все свои прежние лучшие результаты, они заняли пятое место. На чемпионате Канады, который прошёл в середине января 2019 года, пара выступила очень успешно. По итогам турнира они впервые завоевали серебряные медали, что дало им путёвку на главные старта сезона. На своём дебютном чемпионате четырёх континентов пара выступила противоречиво. В короткой программе Эвелин и Треннт получили 61,91 балла, что стало их новым лучшим достижением. Но произвольная программа у канадцев не задалась: они сорвали поддержку и ошиблись на выбросе. По итогам соревнований Эвелин и Треннт стали седьмыми. На своём первом взрослом чемпионате мира пара продемонстрировала два чистых проката и заняла двенадцатое место.

### 2019/2020: борьба за место в сборной
Для постановки своей произвольной программы Эвелин и Треннт привлекли к работе в качестве хореографа олимпийского чемпиона и двукратного чемпиона мира Эрика Рэдфорда. Тем временем в сборной Канады у них в борьбе за попадание на главные старты появились новые сильные конкуренты - Любовь Илюшечкина и Чарли Билодо.
Первым стартом сезона для пары стал турнир Finlandia Trophy, где они заняли шестое место. На домашнем этапе Гран-при они замкнули турнирную таблицу, второй раз в сезоне уступив Илюшечкиной и Билодо. На Rostelecom Cup они заняли пятое место в короткой программе, установив новый личный рекорд. По итогам соревнований они заняли шестое место.
После завершения серии Гран-при Уолш и Мишо проконсультировались с олимпийским чемпионом 2014 года в парном разряде Максимом Траньковым, чтобы улучшить парные элементы, в частности тройную подкрутку. Катаясь на чемпионате Канады 2020 года, они заняли третье место в короткой программе, отстав от занявших второе место Илюшечкиной / Билодо менее чем на один балл. В произвольной программе Уолш / Мишо  стали вторыми, что позволило им обойти главных конкурентов в борьбе за попадание на домашний чемпионат мира, выиграв серебряную медаль второй год подряд. Эвелин назвала это «пиком, я думаю, нашего сезона на данный момент, и это именно то, чего мы хотели достичь».
Эвелин и Треннт заняли шестое место на чемпионате четырёх континентов, снова опередив Илюшечкину и Билодо. Им удалось попасть на чемпионат мира, который в марте должен был пройти в Монреале. Однако соревнования были отменены из-за пандемии коронавируса.

### 2020/2021: пандемия
После первоначального локдауна Уолш и Мишо были среди элитных спортсменов, допущенных к тренировкам. Эвелин и Треннт были назначены на этап Гран-при Skate Canada, но эти соревнования были также отменены из-за пандемии. Пара должна была принять участие в виртуальном Skate Canada Challenge в декабре, но Эвелин вывихнула лодыжку и не выходила на лёд две недели, из-за чего они пропустили период съемок.
25 февраля стало известно, что Уолш и Мишо попали в заявку сборной Канады на чемпионат мира  в Стокгольме. В Швеции пара заняла двенадцатое место.

### 2021/2022: Олимпийский сезон
Перспективы Эвелин и Треннта в преддверии олимпийского сезона были осложнены решением их бывшего хореографа Эрика Рэдфорда вернуться к соревнованиям вместе с новой партнёршей Ванессой Джеймс. Поскольку на олимпийских играх у Канады было два места, прогнозировалось, что между тремя лучшими канадскими парами будет борьба. Уолш сказала, что «каждый может вернуться в спорт. В то же время мы чувствуем, что в состоянии заработать это олимпийское место, и это то, к чему мы стремимся в этом году».
Пара должна была дебютировать на соревнованиях в сезоне на турнире серии «Челленджер» Autumn Classic International года, но отказалась от участия после того, как Эвелин заболела инфекцией грудной клетки, для лечения которой потребовалось два курса антибиотиков. На своём первом Гран-при Skate America они заняли последнее место. Через пару недель на NHK Trophy они стали шестыми.
На чемпионате Канады 2022 года Эвелин и Треннт значительно улучшили свои результаты, которые они показывали в начале сезона и завоевали серебряную медаль, заняв второе место в обеих программах. Поскольку Кирстен Мур-Тауэрс и Майкл Маринаро завоевали золотую медаль, предполагалось, что выбор второго места в олимпийской сборной Канады сведётся к Уолш / Мишо или Джеймс / Рэдфорду. Последние снялись с чемпионата после того, как заняли четвёртое место в короткой программе, поскольку в предыдущие недели у них было ограниченное количество тренировок, так как оба партнёра заболели COVID-19. На следующий день канадская федерация выбрала Ванессу и Эрика в качестве второй пары, которая представит Канаду на Олимпиаде в Пекине. Этот выбор был спорным, многие утверждали, что Эвелин и Треннт заслужили поехать на олимпийские игры.
Уолш и Мишо были в заявке для участия в чемпионате четырех континентов в Таллине, где заняли второе место в короткой программе, завоевав малую серебряную медаль. Они опустились на третье место в произвольной программе после ошибок на прыжках и поддержках, выиграв бронзовую медаль в общем зачёте. Позже Мишо сказал, что они «так хорошо катались и так хорошо тренировались, и мы просто разочарованы тем, что не смогли полностью показать всё это сегодня».
Хотя изначально сезон для пары должен был закончиться, давние партнёры по тренировкам Мур-Тауэрс и Маринаро отказались от участия в чемпионате мира из-за психического здоровья Кирстен, поэтому пара была в заявке на этот турнир. Российских спортсменов отстранили от соревнований по причине ситуации на Украине. Уолш / Мишо заняли восьмое место в короткой программе, шестое в произвольной программе и шестое в общем зачёте. Их место в сочетании с бронзовой медалью Ванессы Джеймс и Эрика Рэдфорда принесло Канаде три места на чемпионате следующего года.
5 августа было объявлено, что Эвелин решила завершить карьеру и сосредоточиться на учёбе в университете, в то время как Треннт будет продолжать карьеру с новой партнёршей.

## Программы
(Выступления в паре с Треннтом Мишо)
| Сезон     | Короткая программа                                                      | Произвольная программа                       |
| --------- | ----------------------------------------------------------------------- | -------------------------------------------- |
| 2021/2022 | - «Lost Without You» Фрея Райдингз                                      | - «Dreaming with a Broken Heart» Джон Мейер  |
| 2020/2021 | - «Someone You Loved» Льюис Капальди                                    | - «Vai Vedrai» (из шоу Cirque du Soleil)     |
| 2019/2020 | - «Someone You Loved» Льюис Капальди - «Bennie and the Jets» Элтон Джон | - «One» U2 в исполнении Cinematic Pop        |
| 2018/2019 | - «Come Together» The Beatles                                           | - «Ромео и Джульетта» Абель Коженёвский      |
| 2017/2018 | - «Take It All» Мори Йестон - «The Light That Never Fails» Андра Дей    | - «Can’t Help Falling in Love» Хьюго Перетти |
| 2016/2017 | - «El Tango de Roxanne» Мариано Морес                                   | - «Rise Up» Андра Дей                        |

## Спортивные результаты
(Выступления в паре с Треннтом Мишо)
| Соревнования                            | 16/17         | 17/18         | 18/19         | 19/20         | 20/21         | 21/22         |               |
| Международные                           | Международные | Международные | Международные | Международные | Международные | Международные | Международные |
| --------------------------------------- | ------------- | ------------- | ------------- | ------------- | ------------- | ------------- | ------------- |
| Чемпионаты мира                         |               |               | 12            | отм.          | 12            | 6             |               |
| Чемпионаты четырёх континентов          |               |               | 7             | 6             |               | 3             |               |
| Этапы Гран-при: NHK Trophy              |               |               |               |               |               | 6             |               |
| Этапы Гран-при: Rostelecom Cup          |               |               |               | 6             |               |               |               |
| Этапы Гран-при: Skate Canada            |               |               | 5             | 8             | отм.          |               |               |
| Этапы Гран-при: Skate America           |               |               | 8             |               |               | 8             |               |
| Золотой конёк Загреба                   |               |               |               |               |               | 9             |               |
| Finlandia Trophy                        |               |               |               | 6             |               |               |               |
| Nebelhorn Trophy                        |               |               | 7             |               |               |               |               |
| Международные среди юниоров             |               |               |               |               |               |               |               |
| Чемпионаты мира среди юниоров           | 5             | 6             |               |               |               |               |               |
| Гран-при Латвии                         |               | 3             |               |               |               |               |               |
| Гран-при Хорватии                       |               | 4             |               |               |               |               |               |
| Гран-при Германии                       | 5             |               |               |               |               |               |               |
| Гран-при Эстонии                        | 11            |               |               |               |               |               |               |
| Bavarian Open                           | 1             |               |               |               |               |               |               |
| Национальные                            |               |               |               |               |               |               |               |
| Чемпионаты Канады                       | 1 юн.         | 5             | 2             | 2             | отм.          | 2             |               |
| Skate Canada Challenge                  | 1 юн.         | 2             | 1             | 1             |               |               |               |
| юн. — юниоры; отм. — турнир был отменён |               |               |               |               |               |               |               |

## Детальные результаты
На чемпионатах ИСУ награждают малыми медалями за короткую и произвольную программу.

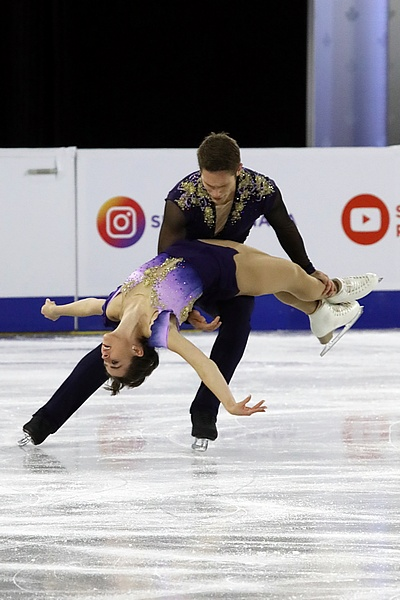
Уолш и Мишо на канадском Гран-при (2018)

с Треннтом Мишо
| 2021/2022 сезон     | 2021/2022 сезон                    | 2021/2022 сезон | 2021/2022 сезон | 2021/2022 сезон |
| Дата                | Событие                            | КП              | ПП              | Общее           |
| ------------------- | ---------------------------------- | --------------- | --------------- | --------------- |
| 21–27 марта 2022    | Чемпионат мира 2022                | 8 60,28         | 6 115,74        | 6 176,02        |
| 17–22 января 2022   | Чемпионат четырёх континентов 2022 | 2 65,42         | 3 114,28        | 3 179,70        |
| 7–13 января 2022    | Чемпионат Канады 2022              | 2 66,88         | 2 119,64        | 2 186,52        |
| 9–11 декабря 2021   | Золотой конёк Загреба 2021         | 8 59,31         | 10 109,56       | 9 168,87        |
| 12–14 ноября 2021   | NHK Trophy 2021                    | 6 56,97         | 6 111,01        | 6 167,98        |
| 22–24 октября 2021  | Skate America 2021                 | 8 54,03         | 8 93,58         | 8 147,61        |
| 2020/2021 сезон     |                                    |                 |                 |                 |
| Дата                | Событие                            | КП              | ПП              | Общее           |
| 22–28 марта 2021    | Чемпионат мира 2021                | 12 59,41        | 12 116,83       | 12 176,24       |
| 2019/2020 сезон     |                                    |                 |                 |                 |
| Дата                | Событие                            | КП              | ПП              | Общее           |
| 4—9 февраля 2020    | Чемпионат четырёх континентов 2020 | 6 62,97         | 6 114,61        | 6 177,58        |
| 13-19 января 2020   | Чемпионат Канады 2020              | 3 70,34         | 2 125,95        | 2 196,29        |
| 14-11 ноября 2019   | Rostelecom Cup 2019                | 5 62,76         | 7 106,20        | 6 168,96        |
| 24-27 октября 2019  | Skate Canada 2019                  | 8 56,09         | 7 108,57        | 8 164,66        |
| 11-13 октября 2019  | Finlandia Trophy 2019              | 8 48,03         | 6 103,69        | 6 151,72        |
| 2018/2019 сезон     |                                    |                 |                 |                 |
| Дата                | Событие                            | КП              | ПП              | Общее           |
| 18 — 24 марта 2019  | Чемпионат мира 2019                | 12 59,84        | 12 114,56       | 12 174,40       |
| 4—10 февраля 2019   | Чемпионат четырёх континентов 2019 | 6 61,91         | 8 97,14         | 7 159,05        |
| 13—20 января 2019   | Чемпионат Канады 2019              | 2 65,20         | 2 124,67        | 2 189,87        |
| 26—28 октября 2018  | Skate Canada 2018                  | 6 59,59         | 6 112,94        | 5 172,53        |
| 19—21 октября 2018  | Skate America 2018                 | 8 44,71         | 8 84,35         | 8 129,06        |
| 26—29 сентября 2018 | Nebelhorn Trophy 2018              | 5 51,85         | 7 101,86        | 7 153,71        |

| 2017/2018 сезон              |                                   |           |         |          |           |
| Дата                         | Событие                           | Категория | КП      | ПП       | Общее     |
| 5—11 марта 2018              | Чемпионат мира 2018               | Юниоры    | 5 55,31 | 6 103,65 | 6 158,96  |
| 8—14 января 2018             | Чемпионат Канады 2018             | Взрослые  | 5 62,61 | 5 120,26 | 5 182,87  |
| 27—30 сентября 2017          | Этап юниорского Гран-при: Загреб  | Юниоры    | 7 49,12 | 4 101,20 | 4 150,32  |
| 6—9 сентября 2017            | Этап юниорского Гран-при: Рига    | Юниоры    | 5 50,15 | 1 103,58 | 3 153,73  |
| 2016/2017 сезон              |                                   |           |         |          |           |
| Дата                         | Событие                           | Категория | КП      | ПП       | Общее     |
| 15—19 марта 2017             | Чемпионат мира 2017               | Юниоры    | 6 51,93 | 5 98,81  | 5 150,74  |
| 14—19 февраля 2017           | Bavarian Open                     | Юниоры    | 2 55,26 | 1 100,24 | 1 155,50  |
| 16—22 января 2017            | Чемпионат Канады 2017             | Юниоры    | 1 56,22 | 1 99,51  | 1 155,73  |
| 5—9 октября 2016             | Этап юниорского Гран-при: Дрезден | Юниоры    | 8 49,02 | 5 94,90  | 5 143,92  |
| 28 сентября — 2 октября 2016 | Этап юниорского Гран-при: Таллин  | Юниоры    | 9 46,46 | 11 76,37 | 11 122,83 |